# Rebenrute
Die Rebenrute (Perche de vigne) war ein Schweizer Längenmass zur Vermessung von Weinländereien im Kanton Neuenburg. Das Mass wurde im Jahr 1804/05 neu normiert.
- 1 Rebenrute = 16 Landfuss = 4,69213 Meter
  - 1 Landfuss (Pied du pays) = 130 Pariser Linien = 0,293258 Meter